# Alexandre Barychev
Alexandre Petrovitch Barychev (Алекса́ндр Петро́вич Ба́рышев), né le 14 août 1930 à Stary Atlach dans l'oblast d'Oulianovsk et mort le 8 novembre 2016 à Moscou, est un diplomate soviétique et russe.

## Biographie
Il est membre du PCUS de 1955 à 1991 et à partir de 1992 du parti communiste de Russie dont il est membre du comité central de 1994 à 2004. Il est diplômé de l'institut d'État des relations internationales de Moscou en 1953. Il est docteur en sciences historiques. Il commence sa carrière diplomatique en 1956. En 1969-1972, il est premier secrétaire et conseiller au Bureau de la planification de la politique étrangère du ministère des Affaires étrangères d'URSS, puis jusqu'en 1979 il est conseiller et expert du deuxième département européen du ministère des Affaires étrangères. Jusqu'en 1986, il est directeur-adjoint du département du Moyen-Orient du ministère des Affaires étrangères, puis du département du mouvement des non-alignés. En 1988-1990, Alexandre Barychev est conseiller envoyé à l'ambassade d'URSS en République guinéenne. Le 14 août 1990, il est nommé ambassadeur plénipotentiaire et extraordinaire en République de Guinée-Bissau.
Après la chute de l'URSS, Alexandre Barychev devient en 1991 professeur à l'académie diplomatique du ministère des Affaires étrangères de Russie. Il a fait partie du conseil de rédaction de la revue politique Marxisme et Modernité.
Il a deux filles de son mariage.